# Мехрабад (аэропорт)
Международный аэропорт «Мехраба́д» (перс. فرودگاه بین‌المللی مهرآباد‎ / Forudgâhe beynâlmilaliye Mehrâbâd) — международный аэропорт в Иране, один из двух аэропортов Тегерана. Самый загруженный аэропорт в стране.
До открытия в мае 2004 года международного аэропорта «Тегеран» имени Имама Хомейни именно международный аэропорт «Мехрабад» являлся главным, крупнейшим и самым загруженным аэропортом Ирана с момента своего открытия в 1938 году в эпоху правления династии Пехлеви. Ныне аэропорт «Мехрабад» обслуживает только внутренние пассажирские и грузовые рейсы, несмотря на статус международного аэропорта. Практически все международные рейсы Тегерана обслуживает международный аэропорт «Тегеран» имени Имама Хомейни. Из аэропорта и в аэропорт «Мехрабад» осуществляются рейсы в почти каждый иранский город с аэропортом.

## Происшествия
- 8 февраля 1993 — более 130 человек погибли, когда авиалайнер  столкнулся со взлетавшим военным реактивным самолётом.
- 2 февраля 2002 — военный самолёт «C-130», не успев набрать высоту, рухнул на находившийся в ангаре пассажирский лайнер Airbus A300. В результате мгновенно возник пожар. Десять человек погибли.
- 12 февраля 2002 — пассажирский самолёт «Ту-154» российского производства, принадлежавший авиакомпании «Иран эйр турс», исчез с экранов локаторов сразу после вылета из тегеранского аэропорта «Мехрабад». За считанные минуты до катастрофы самолёт потерял связь с аэропортом в Хорремабаде, куда он направлялся. Из-за плохой видимости самолёт врезался в гору и взорвался. На борту разбившегося самолёта находилось 105 пассажиров и 12 членов экипажа.
- 25 июня 2003 — произошло крушение военно-транспортного самолёта «C-130» в районе Робат-Карим. Разбился днём на подлёте к тегеранскому аэропорту «Мехрабад», всего в 30 км от него. Все семь человек, находившиеся на борту, погибли.
- 7 марта 2005 — после 45 минут полета у «Боинга-737», который перевозил иранскую официальную делегацию, лопнуло лобовое стекло. Пилотами было принято решение о возвращении в тегеранский аэропорт «Мехрабад».
- 7 марта 2005 — Airbus A310 иранской компании «Mahan Air» при посадке выкатился за пределы взлётно-посадочной полосы и врезался в землю. Самолёт совершал рейс Бангкок-Тегеран-Дюссельдорф. Из находившихся на борту 77 пассажиров никто серьёзно не пострадал.
- 20 апреля 2005 — в аэропорту «Мехрабад» совершил аварийную посадку самолёт «Боинг-707». Один человек погиб и десятки получили ранения. Во время посадки при касании со взлётно-посадочной полосой разорвалась и загорелась резина шасси, произошло возгорание левого двигателя, сам самолёт выехал с полосы посадки в сторону близлежащей речки, сильно пострадал корпус авиалайнера.
- 18 октября 2011 — летевший из Москвы «Боинг-727» иранской авиакомпании «Iran Air» совершил аварийную посадку в аэропорту «Мехрабад». У самолета не вышло переднее шасси. Boeing должен был приземлиться в тегеранском аэропорту имени Имама Хомейни, но из-за неполадок был вынужден сесть в другом аэропорту иранской столицы — «Мехрабаде». По словам представителей авиакомпании, «несмотря на технические неполадки, пилоты искусно посадили самолет без переднего шасси». В результате аварийной посадки никто из пассажиров и членов экипажа не пострадал, всего на борту находилось 113 человек.
- 10 августа 2014 — не сумев взлететь, разбился самолёт Iran-141 авиакомпании Taban Air. Все 40 пассажиров и 8 членов экипажа погибли[1].

## Галерея
- Аэропорт Мехрабад в 1958 году
- Международный аэропорт Мехрабад ночью
- Станция метро аэропорта Мехрабад